# Myurella conspersa
Myurella conspersa é uma espécie de gastrópode do gênero Myurella, pertencente a família Terebridae.